# Washoe (chimpansee)
Washoe (september 1965 - 30 oktober 2007) was de eerste chimpansee die, na een training van 51 maanden door middel van de gebarentaal American Sign Language (ASL) leerde communiceren. Washoe leefde in het Chimpanzee and Human Communication Institute (CHCI) van de Central Washington University in Ellensburg (Washington) en beheerste ongeveer 350 gebaren. Washoe is in Afrika geboren en was bij haar overlijden ongeveer 42 jaar oud. Op 31 oktober 2007 werd bekendgemaakt dat zij de dag daarvoor was overleden.

## Voorgeschiedenis
De vraag in hoeverre taal een strikt menselijke verworvenheid is, wordt al lang gesteld. Samuel Pepys vroeg het zich al af en in het boek Almost Human (1925) stelde Robert Yerkes dat "de grote apen genoeg hebben om over te praten" en beiden stelden dat de stilte door gebarentaal kon worden doorbroken. Het eerste experiment vond plaats in de jaren 30, toen het echtpaar Kellogg de 7½ maand oude chimpansee-baby Gua samen met hun zoontje opvoedden, om te proberen het dier te laten spreken. De moeite was echter tevergeefs, de anatomie van het strottenhoofd van chimpansees maakt dat onmogelijk.

## Taal aanleren
In 1967 probeerden Allan en Beatrice Gardner het met gebarentaal. Een gebarentaal leek een goede optie omdat chimpansees in het wild van een ruim arsenaal aan gebaren gebruikmaken. Washoe werd grootgebracht in een gebarentaalrijke omgeving, geënt op de opvoeding van menselijke baby's. Hoewel door velen gezegd werd dat het voor niet-mensen onmogelijk was taal te leren, bleek ze niet alleen in staat ASL te leren, maar ook de vaardigheid door te geven aan andere chimpansees zoals haar pleegkind Loulis.
Toen Washoe opgroeide vond het echtpaar Gardner de zorg voor de chimpansee te drukkend worden. Hun assistent Roger Fouts nam toen de zorg voor en de educatie van Washoe over. Later richtte hij het Chimpanzee and Human Communication Institute (CHCI) op. Hij schreef over zijn ervaringen met Washoe het boek Next of Kin (vertaald als Van Mens tot Mens).